# 18601 Zafar
18601 Zafar è un asteroide della fascia principale. Scoperto nel 1998, presenta un'orbita caratterizzata da un semiasse maggiore pari a 2,4076789 UA e da un'eccentricità di 0,1490520, inclinata di 3,23755° rispetto all'eclittica.